# Campeonato da Europa de Corta-Mato de 2012
O Campeonato da Europa de Corta-Mato de 2012 foi a  19º edição da competição organizada pela Associação Europeia de Atletismo no dia 9 de dezembro de 2012. Teve como sede Budapeste na Hungria.

## Resultados
Esses foram os resultados do campeonato.

### Sênior masculino 9.880 m
Individual
| Posição           | Atleta              | Nacionalidade | Tempo |
| ----------------- | ------------------- | ------------- | ----- |
| Medalha de ouro   | Andrea Lalli        | Itália        | 30:01 |
| Medalha de prata  | Hassan Chahdi       | França        | 30:11 |
| Medalha de bronze | Daniele Meucci      | Itália        | 30:13 |
| 4                 | Tom Farrell         | Grã-Bretanha  | 30:14 |
| 5                 | Carles Castillejo   | Espanha       | 30:14 |
| 6                 | Ayad Lamdassem      | Espanha       | 30:14 |
| 7                 | Polat Kemboi Arıkan | Turquia       | 30:21 |
| 8                 | Javier Guerra       | Espanha       | 30:22 |
| 9                 | Bashir Abdi         | Bélgica       | 30:26 |
| 10                | Steve Vernon        | Grã-Bretanha  | 30:28 |
| 11                | Jonathan Taylor     | Grã-Bretanha  | 30:30 |
| 12                | Milan Kocourek      | Chéquia       | 30:33 |

Equipe
| Posição           | Equipe | Pontos |
| ----------------- | --- | ------ |
| Medalha de ouro   | Espanha · Carles Castillejo · Ayad Lamdassem · Javier Guerra · Juan Carlos Higuero · Antonio Dávid Jiménez | 35     |
| Medalha de prata  | Grã-Bretanha · Tom Farrell · Steve Vernon · Jonathan Taylor · Andy Vernon · Tom Humphries                  | 38     |
| Medalha de bronze | Itália · Andrea Lalli · Daniele Meucci · Gabriele De Nard · Patrick Nasti · Alex Baldaccini                | 63     |

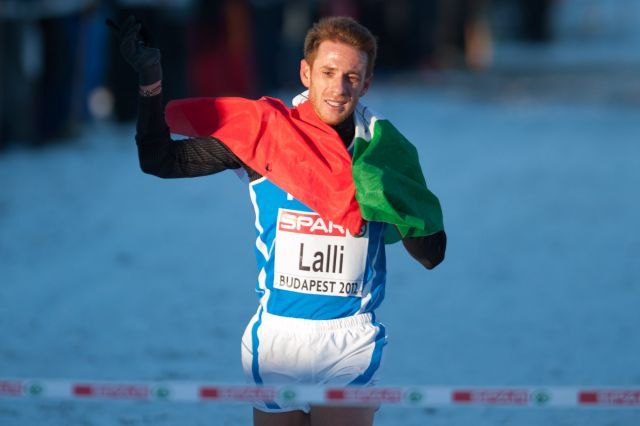
Andrea Lalli tornou-se o primeiro italiano a vencer a competição.

- Totais: 92 participantes, 92 iniciantes, 84 finalistas, 8 equipes

### Sênior feminino 8.050 m

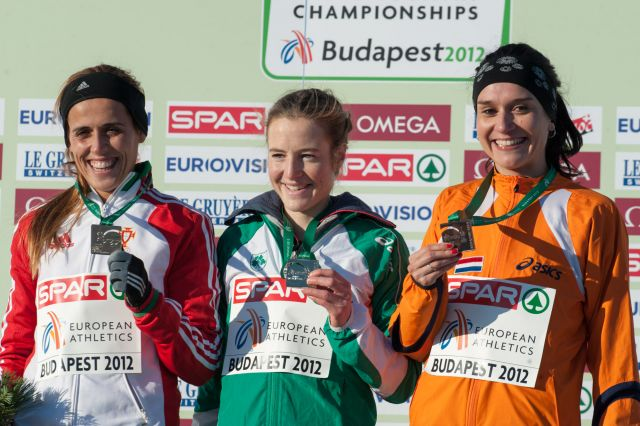
Pódio feminino sênior

Individual
| Posição           | Atleta            | Nacionalidade | Tempo |
| ----------------- | ----------------- | ------------- | ----- |
| Medalha de ouro   | Fionnuala Britton | Irlanda       | 27:45 |
| Medalha de prata  | Ana Dulce Félix   | Portugal      | 27:47 |
| Medalha de bronze | Adrienne Herzog   | Países Baixos | 27:48 |
| 4                 | Almensh Belete    | Bélgica       | 27:54 |
| 5                 | Laurane Picoche   | França        | 27:55 |
| 6                 | Sophie Duarte     | França        | 27:55 |
| 7                 | Nadia Ejjafini    | Itália        | 27:59 |
| 8                 | Linda Byrne       | Irlanda       | 28:17 |
| 9                 | Lisa Stublić      | Croácia       | 28:18 |
| 10                | Diana Martín      | Espanha       | 28:19 |
| 11                | Louise Damen      | Grã-Bretanha  | 28:22 |
| 12                | Sara Moreira      | Portugal      | 28:26 |

Equipe
| Posição           | Equipe                                                                                           | Pontos |
| ----------------- | ------------------------------------------------------------------------------------------------ | ------ |
| Medalha de ouro   | Irlanda · Fionnuala Britton · Linda Byrne · Ava Hutchinson · Lizzie Lee · Sarah McCormack        | 52     |
| Medalha de prata  | França · Laurane Picoche · Sophie Duarte · Christine Bardelle · Magali Bernard · Maryline Pellen | 52     |
| Medalha de bronze | Grã-Bretanha · Louise Damen · Caryl Jones · Rosie Smith · Elle Baker · Katrina Wootton           | 60     |

### Sub-23 masculino  8.050 m
Individual
| Posição           | Atleta                 | Nacionalidade | Tempo |
| ----------------- | ---------------------- | ------------- | ----- |
| Medalha de ouro   | Henrik Ingebrigtsen    | Noruega       | 24:30 |
| Medalha de prata  | Soufiane Bouchikhi     | Bélgica       | 24:40 |
| Medalha de bronze | James Wilkinson        | Grã-Bretanha  | 24:43 |
| 4                 | Jesper van der Wielen  | Países Baixos | 24:46 |
| 5                 | Romain Collenot-Spiret | França        | 24:50 |
| 6                 | Antonio Abadía         | Espanha       | 24:57 |
| 7                 | Abdelaziz Merzougui    | Espanha       | 24:57 |
| 8                 | Hayle Ibrahimov        | Azerbaijão    | 24:59 |
| 9                 | Ørjan Grønnevig        | Noruega       | 25:00 |
| 10                | Simon Denissel         | França        | 25:02 |
| 11                | Abdi Hakin Ulad        | Dinamarca     | 25:04 |
| 12                | Lars Erik Malde        | Noruega       | 25:05 |

Equipe
| Posição           | Equipe                                                                                             | Pontos |
| ----------------- | -------------------------------------------------------------------------------------------------- | ------ |
| Medalha de ouro   | França · Romain Collenot-Spiret · Simon Denissel · Michael Gras · Matthieu Lonjou · Tanguy Pepiot  | 50     |
| Medalha de prata  | Espanha · Antonio Abadía · Abdelaziz Merzougui · Roberto Alaiz · Aitor Fernández · Gabriel Navarro | 59     |
| Medalha de bronze | Grã-Bretanha · James Wilkinson · Andrew Heyes · Simon Horsfield · Dewi Griffiths · Scott McDonald  | 80     |

- Totais: 99 participantes, 99 entradas, 94 finalistas, 15 equipes.

### Sub-23 feminino  6.025 m
Individual
| Posição           | Atleta                | Nacionalidade | Tempo |
| ----------------- | --------------------- | ------------- | ----- |
| Medalha de ouro   | Jess Coulson          | Grã-Bretanha  | 20:40 |
| Medalha de prata  | Lyudmila Lebedeva     | Rússia        | 20:49 |
| Medalha de bronze | Clémence Calvin       | França        | 20:52 |
| 4                 | Gulshat Fazlitdinova  | Rússia        | 20:52 |
| 5                 | Lauren Howarth        | Grã-Bretanha  | 20:56 |
| 6                 | Corinna Harrer        | Alemanha      | 21:04 |
| 7                 | Carla Salomé Rocha    | Portugal      | 21:05 |
| 8                 | Yekaterina Matyunina  | Rússia        | 21:07 |
| 9                 | Viktoriya Pohoryelska | Ucrânia       | 21:08 |
| 10                | Catarina Ribeiro      | Portugal      | 21:20 |
| 11                | Layes Abdullayeva     | Azerbaijão    | 21:23 |
| 12                | Hannah Walker         | Grã-Bretanha  | 21:27 |

Equipe
| Posição           | Equipe | Pontos |
| ----------------- | --- | ------ |
| Medalha de ouro   | Rússia · Lyudmila Lebedeva · Gulshat Fazlitdinova · Yekaterina Matyunina · Yelena Sedova                      | 27     |
| Medalha de prata  | Grã-Bretanha · Jess Coulson · Lauren Howarth · Hannah Walker · Lily Partridge · Beth Potter · Hannah Alderson | 33     |
| Medalha de bronze | Alemanha · Corinna Harrer · Jana Sussmann · Melanie Stemper · Domenika Weiss · Jannika John                   | 86     |

- Totais: 63 inscritos, 63 entradas, 63 finalistas, 6 equipes.

### Júnior masculino 6.025 m
Individual
| Posição           | Atleta               | Nacionalidade | Tempo |
| ----------------- | -------------------- | ------------- | ----- |
| Medalha de ouro   | Szymon Kulka         | Polónia       | 18:43 |
| Medalha de prata  | Mitko Tsenov         | Bulgária      | 18:47 |
| Medalha de bronze | Kieran Clements      | Grã-Bretanha  | 18:57 |
| 4                 | Ferdinand Kvan Edman | Noruega       | 18:59 |
| 5                 | Djilali Bedrani      | França        | 18:59 |
| 6                 | Isaac Kimeli         | Bélgica       | 19:00 |
| 7                 | Alexandre Saddedine  | França        | 19:00 |
| 8                 | Dino Bošnjak         | Croácia       | 19:01 |
| 9                 | Charlie Grice        | Grã-Bretanha  | 19:02 |
| 10                | Viktor Bakharev      | Rússia        | 19:03 |
| 11                | Mikhail Strelkov     | Rússia        | 19:04 |
| 12                | Johannes Motschmann  | Alemanha      | 19:10 |

Equipe
| Posição           | Equipe | Pontos |
| ----------------- | --- | ------ |
| Medalha de ouro   | Rússia · Viktor Bakharev · Mikhail Strelkov · Nikita Vysotskiy · Rudolf Petrukhin · Ivan Panferov · Aleksandr Novikov | 50     |
| Medalha de prata  | França · Djilali Bedrani · Alexandre Saddedine · Emmanuel Roudolff Levisse · Hamza Habjaoui · Félix Bour              | 51     |
| Medalha de bronze | Grã-Bretanha · Kieran Clements · Charlie Grice · Ian Bailey · Charlie Hulson · Luke Traynor                           | 54     |

- Totais: 116 inscritos, 116 entradas, 114 finalistas, 19 equipes.

### Júnior feminino 4.000 m
Individual
| Posição           | Atleta             | Nacionalidade | Tempo |
| ----------------- | ------------------ | ------------- | ----- |
| Medalha de ouro   | Amela Terzić       | Sérvia        | 13:29 |
| Medalha de prata  | Emelia Gorecka     | Grã-Bretanha  | 13:37 |
| Medalha de bronze | Maya Rehberg       | Alemanha      | 13:43 |
| 4                 | Maruša Mišmaš      | Eslovênia     | 13:44 |
| 5                 | Annabel Mason      | Grã-Bretanha  | 13:47 |
| 6                 | Ummuhani Karacadir | Turquia       | 13:54 |
| 7                 | Mariya Hodakyvska  | Ucrânia       | 14:00 |
| 8                 | Jenny Walsh        | Grã-Bretanha  | 14:01 |
| 9                 | Monica Florea      | Roménia       | 14:04 |
| 10                | Yevdokiya Bukina   | Rússia        | 14:05 |
| 11                | Luiza Litvinova    | Rússia        | 14:07 |
| 12                | Liv Westphal       | França        | 14:08 |

Equipe
| Posição           | Equipe                                                                                                  | Pontos |
| ----------------- | --- | ------ |
| Medalha de ouro   | Grã-Bretanha · Emelia Gorecka · Annabel Mason · Jenny Walsh · Jessica Judd · Alex Clay · Rhona Auckland | 28     |
| Medalha de prata  | Alemanha · Maya Rehberg · Anna Gehring · Caterina Granz · Johanna Schulz · Lisa Ziegler · Laura Clart   | 106    |
| Medalha de bronze | Rússia · Yevdokiya Bukina · Luiza Litvinova · Zulfira Fazlitdinova · Alena Shukhtuyeva                  | 111    |

- Totais: 94 inscritos, 94 pilotos, 93 finalistas, 16 equipes.

## Quadro de medalhas
| Ordem | País          | Medalha de ouro | Medalha de prata | Medalha de bronze | Total |
| ----- | ------------- | --------------- | ---------------- | ----------------- | ----- |
| 1     | Grã-Bretanha  | 2               | 3                | 5                 | 10    |
| 2     | Rússia        | 2               | 1                | 1                 | 4     |
| 3     | Irlanda       | 2               | 0                | 0                 | 2     |
| 4     | França        | 1               | 3                | 1                 | 5     |
| 5     | Espanha       | 1               | 1                | 0                 | 2     |
| 6     | Itália        | 1               | 0                | 2                 | 3     |
| 7     | Noruega       | 1               | 0                | 0                 | 1     |
| 7     | Polónia       | 1               | 0                | 0                 | 1     |
| 7     | Sérvia        | 1               | 0                | 0                 | 1     |
| 10    | Alemanha      | 0               | 1                | 2                 | 3     |
| 11    | Portugal      | 0               | 1                | 0                 | 1     |
| 11    | Bélgica       | 0               | 1                | 0                 | 1     |
| 11    | Bulgária      | 0               | 1                | 0                 | 1     |
| 14    | Países Baixos | 0               | 0                | 1                 | 1     |
| Total | Total         | 12              | 12               | 12                | 36    |